# Ole Olsen
Ole Olsen (Hammerfest, Noruega, 4 de juliol de 1850 – Oslo, 4 de novembre de 1927) fou un organista, compositor, director i músic militar.
Olsen va néixer a Hammerfest, al comtat de Finnmark. La seva mare va morir quan ell era jove. El seu pare era Iver Olsen, un artesà i un músic aficionat que tocava l'orgue a l'església local. Des de molt jove Olsen va aprendre a tocar el piano i el violí. A l'edat de cinc anys va compondre la seva primera peça petita, i a l'edat de set anys de vegades, suplia al seu pare tocant l'òrgan de l'església.
En 1865 Olsen va anar a Trondheim com a aprenent d'un artesà. També va estudiar composició i l'òrgan amb Fredrick i Just Lindeman, i, de vegades substituïa l'organista de la catedral de Trondheim. En 1870, després d'haver renunciat al seu aprenentatge, es va mudar a Leipzig on va estudiar amb Oscar Paul al conservatori de música fins a 1874. Allà va escriure la seva Simfonia en sol major, i va començar la seva òpera Stig Hvide.
El 1874 va esdevenir professor a Cristiania (ara Oslo), on va passar la major part de la resta de la seva vida i on va tenir molts alumnes entre ells el seu compatriota Gerard Tonning. Va dur a terme la Societat Coral el Christiania Artesans de 1876-1880, la Societat de Música de l'Orquestra 1877-1880, i l'orquestra del maçó 1894-1908. Des de 1884 va ser director musical de la segona Brigada d'Akershus. A partir d'1899-1920 era inspector de la música militar de Cristiania.
S'havia casat amb Marie Hals, la filla del fabricant de pianos Karl Hals, en 1879.
Dintre de la molta música que Olsen va compondre, cal destacar els poemes simfònics La ronda d'Asgard i Dansa dels Elfs, l'òpera Stig Hvide, una Simfonia en sol major, la música pel drama Erico XIV, l'oratori Nidaros, i una col·lecció de lieder.